# Discrete & Computational Geometry
《Discrete & Computational Geometry》는 슈프링어에서 분기별로 발행하는 동료 심사 수학 학술지이다. Jacob E. Goodman과 Richard M. Pollack이 1986년에 설립한 이 학술지는 이산 기하학과 계산 기하학에 대한 논문을 발행한다.

## 주목할만한 논문
다면체 직경에 대한 subexponential 상한을 증명하는 Gil Kalai와 케플러 추측에 대한 Samuel Ferguson의 논문은 Discrete & Computational Geometry에서 발행되었고, 풀커슨상을 수상하였다.